# Investitions- und Strukturbank Rheinland-Pfalz
 (novembre 2019).
Si vous disposez d'ouvrages ou d'articles de référence ou si vous connaissez des sites web de qualité traitant du thème abordé ici, merci de compléter l'article en donnant les références utiles à sa vérifiabilité et en les liant à la section « Notes et références ».
La Banque d'investissement et structurelle de Rhénanie-Palatinat (ISB) est la banque de promotion de l'État de Rhénanie-Palatinat dont le siège est à Mayence. Le 1er janvier 2012, la société est passée d'une société à responsabilité limitée à une institution de droit public.
La BIS, qui appartient à l'État, est sous la supervision du ministère de l'Economie, des Transports, de l'Agriculture et de la Viticulture. Les autres autorités de surveillance sont l'Autorité fédérale de surveillance des finances à Bonn (division de la supervision bancaire) et le ministère des Finances de Rhénanie-Palatinat (pour les garanties et garanties).

## Histoire
En 1993, Rhénanie-Palatinat a été élue au Bundesrat de la Landesbank et au LRP Landesbank Rheinland-Pfalz avec le soutien du Fonds des Nachlassinstituts "Investitionsbank et Strukturbank Rheinland-Pfalz (ISB) GmbH". , Iniciativa fue tomada pour l'ex- ministre de l'Économie du Land Rainer Brüderle. El gobierno estatal de Rhénanie-Palatinat (Cabinet Beck V) a décidé en 2011 de fusionner avec les institutions financières existantes Landestreuhandbank Rheinland-Pfalz (LTH) et el ISB à partir du 1 er janvier 2012.